# Dominikanki nauczycielki Najświętszego Imienia Jezus
Dominkanki (nauczycielki) Najświętszego Imienia Jezus (Dominicaines (Enseignantes) du Saint-Nom de Jésus) – zgromadzenie zakonne sióstr dominikanek (początkowo związanych z Ojcami Kalwarii), na prawie papieskim. Założył je w 1800 w Tuluzie ks. François Vincent, powstało w celu nauczania dzieci. Zgromadzenie rozwinęło się jedynie w południowej Francji, działa też na Reunionie; W 1995 miało 8 domów i 67 sióstr, dom generalny znajduje się w Tuluzie.
W 1804 zgromadzenie otrzymało zatwierdzenie diecezjalne, a w 1873 zatwierdzenie ostateczne. Duchowość kształtowało początkowo na wzorach duchowości Ojców Kalwarii, do których należał ich założyciel, następnie jednak związało się z duchowością dominikańską, co dokonało się ostatecznie po przeredagowaniu konstytucji zgromadzenia przez bł. Jacka Marię Cormiera, generała zakonu dominikanów. Konstytucje te zostały zatwierdzone ostatecznie w 1967. 
Po związaniu się z dominikanami zgromadzenie poszerzyło cel działania o opiekę nad chorymi dziewczętami. W 1925 przyłączyły się do niego siostry św. Marty z Grasse, w 1934 panie z Sète.